# نورتون بوش
نورتون بوش (انگلیسی: Norton Bush؛ ۲۲ فوریه ۱۸۳۴ – ۲۵ آوریل ۱۸۹۴) نقاشی اهل ایالات متحده آمریکا بود.